# Puńsk
Puńsk (Litouws: Punskas) is een dorp in het Poolse woiwodschap Podlachië, in het district Sejneński. De plaats maakt deel uit van de gemeente Puńsk en telt 1050 inwoners.
Puńsk is officieel tweetalig. Het is het voornaamste centrum van de Litouwse minderheid in Polen.